# Khàybar
Khàybar és un oasi i una localitat de l'Aràbia Saudita, situat a uns 150 km de Medina. És conegut pels esdeveniments que hi van tenir lloc a l'inici de l'època islàmica.

## Història
Abans de l'adveniment de l'islam, estava habitat per jueus i tribus àrabs que s'havien convertit en gran part al judaisme. El 628, Mahoma va atacar l'oasi amb uns 1.600 o 1.800 homes per apoderar-se de les seves riqueses. Els jueus van demanar ajut als àrabs Ghatafan. Una dona jueva, Safiyya bint Huyayy, fou feta presonera i Mahoma la va prendre per a ell mateix, va fer matar el marit amb una excusa i s'hi va casar. Al cap d'un mes de lluita, els jueus van pactar la rendició. Els jueus van poder conservar el dret de cultivar i la propietat de les terres, tot i que aquestes foren repartides, segons una tradició, en 36 parts, una de les quals per al Profeta.
La situació no es va modificar fins a l'any 641, quan el califa Úmar ibn al-Khattab va decidir expulsar tots els jueus de l'Aràbia i va trencar el pacte signat pel Profeta amb els jueus, al·legant que Mahoma havia dit, abans de morir, que dues religions no podien coexistir a Aràbia. Els jueus foren enviats a Síria, on van rebre terres i Khàybar es va repartir novament.
Posteriorment l'oasi va perdre tot protagonisme.
Benjamí de Tudela, un jueu de Navarra que va viatjar per Pèrsia i Aràbia, va visitar i va descriure Khàybar i Tayma pels volts de l'any 1170.
Al segle xix va pertànyer als Al Raixid de Hail fins al 1906; aquest any, en morir Abd-al-Aziz ibn Raixid, passà als xerifs de la Meca. El 1922 fou ocupat pels saudites.